# 55 Рака d
55 Рака d или Липперхей — экзопланета расположенная в планетной системе солнцеподобной звезды 55 Рака. Планета отстоит от звезды примерно на расстоянии 5 а. е. (расстояние от Юпитера до Солнца). Была обнаружена 13 июня 2002 года и стала уже пятой известной планетой в своей планетарной системе.
Масса планеты составляет 3,8 MJ, в связи с этим планета, скорее всего, является газовым гигантом без твёрдой поверхности. Поскольку планета была открыта косвенным методом, то такие характеристики как радиус, состав, температура остаются малоизвестными.